# José Domingos Brandão
José Domingos Brandão, nascido em Ceará-Mirim, é o autor responsável pela música do hino do Rio Grande do Norte. Essa letra foi composta por Augusto Meira e cantada na voz de José Domingos Brandão, até ser oficializada pela lei estadual nº 2161, de 3 de dezembro de 1957.